# جون‌آباد (میرجاوه)
جون‌آباد روستایی در دهستان جون‌آباد بخش لادیز شهرستان میرجاوه استان سیستان و بلوچستان ایران است.

## جمعیت
بر پایه سرشماری عمومی نفوس و مسکن در سال ۱۳۹۵ جمعیت این مکان ۲۹۷ نفر (۷۶خانوار) بوده‌است.

## طایفه جان آبادی
- بزرگترین و پرجمعیت‌ترین طایفه استان سیستان وبلوچستان طایفه جان آبادی می‌باشد طایفه جان آبادی در اکثر مناطق سیستان وبلوچستان سکونت دارند. طایفه جان آبادی یکی از اصیل‌ترین و قدیمی‌ترین فامیل‌ها می‌باشد و مردم این طایفه در کل استان سیستان وبلوچستان و حتی استان‌های دیگر سکونت دارند. افراد این طایفه از نظر مشخصات بارز ظاهری دارای قدهای بلند استخوانی، بینی کشیده که دلالت بر اصالت ریشه دار آنهاست. هم چنین طایفه جان آبادی از ثروتمندترین طوایف سیستان وبلوچستان می‌باشد [نیازمند منبع]